# Antoni Dorosz
Antoni Robert Dorosz (ur. 4 czerwca 1889, zm. 1 grudnia 1942) – polski lekarz dentysta z tytułem doktora, kapitan rezerwy służby zdrowia Wojska Polskiego, urzędnik sanitarny samorządu powiatowego II Rzeczypospolitej.

## Życiorys

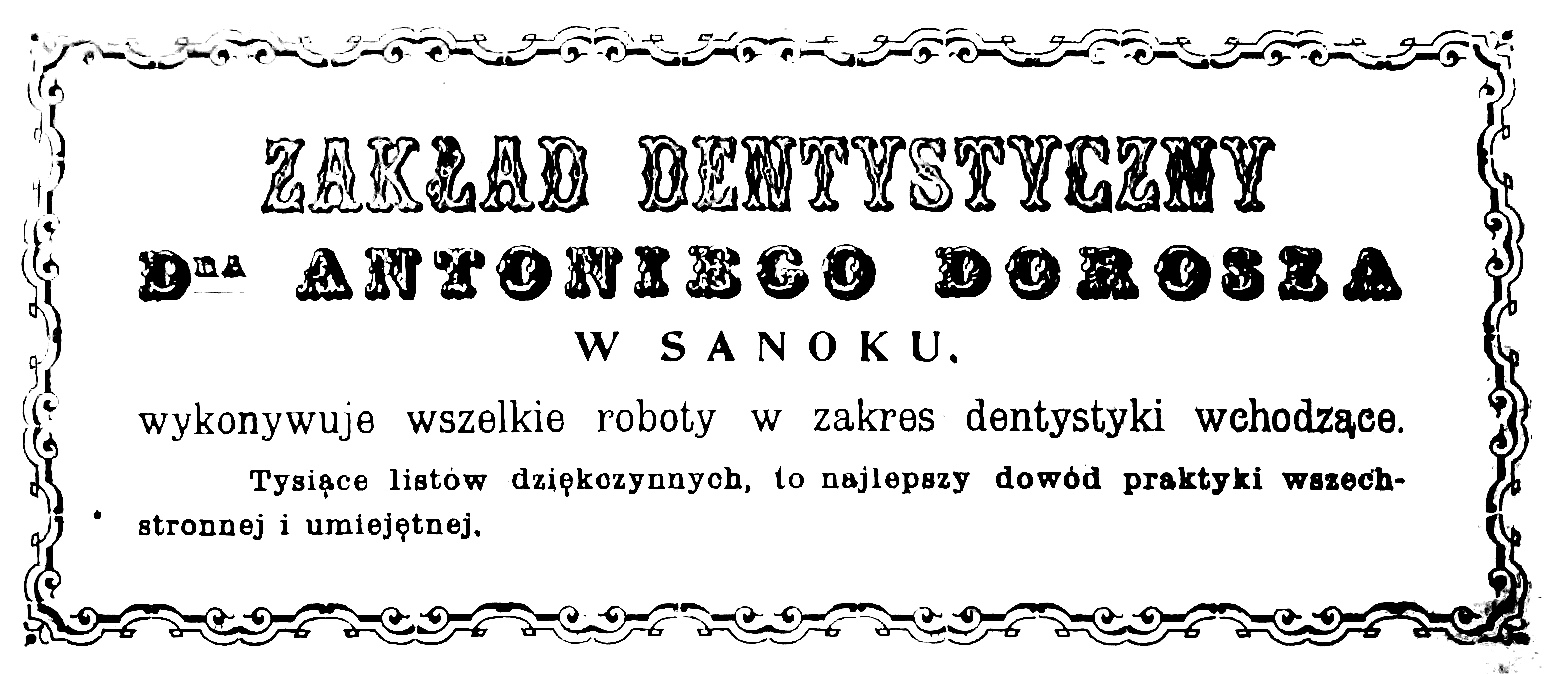
Ogłoszenie prasowe zakładu dentystycznego dr. Dorosza (1919)

Lekarze w Sanoku 1919–1939. U góry od lewej: Salomon Ramer (2), Kazimierz Niedzielski (3), Samuel Herzig (4), Stanisław Domański (5). U dołu od lewej Antoni Dorosz (2)

Urodził się 4 czerwca 1889). Był synem Antoniego (1859-1943, kolejarz, na przełomie 1890/1891 w Stryju) i Anieli. Jego braćmi byli Władysław Feliks (1886-1951, student Politechniki Lwowskiej, pedagog, bibliofil, wydawca) i Franciszek (1884-1940, lekarz z tytułem doktora w Przemyślu), a siostrą Anna (1886-1965, żona Władysława Gołkowskiego w Sanoku)
W 1908 zdał egzamin dojrzałości w C.K. IV Gimnazjum we Lwowie. Ukończył studia medyczne uzyskując dyplom w 1914.
Podczas I wojny światowej w szeregach C.K. Armii został mianowany asystentem lekarza w rezerwie z dniem 1 września 1915, potem awansowany na stopień nadlekarza w rezerwie  1 listopada 1917 i do 1918 pozostawał z przydziałem do 15 pułku piechoty. Dekretem z 15 marca 1919 jako były oficer c. i k. armii został przyjęty do Wojska Polskiego i dekretem Naczelnego Wodza Wojsk Polskich zatwierdzony w stopniu porucznika lekarza. Został awansowany do stopnia kapitana rezerwy w korpusie oficerów sanitarnych lekarzy ze starszeństwem z dniem 1 czerwca 1919. W 1923, 1924 w stopniu kapitana był przydzielony jako oficer rezerwowy do 10 batalionu sanitarnego w Przemyślu (analogicznie jego brat Franciszek oraz inni pochodzący z Sanoka oficerowie-lekarze: Stanisław Domański, Kazimierz Niedzielski, Salomon Ramer, Jan Porajewski, Leopold Dręgiewicz). W 1934 w stopniu kapitana rezerwy lekarza był w kadrze zapasowej 10 Szpitala Okręgowego i był wówczas przydzielony do Powiatowej Komendy Uzupełnień Sanok.
Po odzyskaniu przez Polskę niepodległości w okresie II Rzeczypospolitej zamieszkiwał w Sanoku i prowadził zakład dentystyczno-techniczny w kamienicy „Weinerówka” pod adresem ówczesnej ulicy Jagiellońskiej 32-33, później pod zmienionym adresem ul. 3 Maja 19 (obecnie nr 23), gdzie gabinet stomatologiczny prowadziła jego żona Jadwiga (ur. 1902, uzyskała dyplom w 1928) do 1939. W 1925 został dopuszczony przez wojewodę lwowskiego do służby przygotowawczej w państwowej służbie zdrowia przy władzach administracji ogólnej i przydzielony do służby w starostwie powiatu sanockiego. 13 kwietnia 1927 jako praktykant sanitarny został mianowany prowizorycznym urzędnikiem VIII stopnia służby w starostwie w Sanoku. Na początku 1930 jako prowizoryczny lekarz powiatowy w Sanoku otrzymał VIII stopień służby. Sprawował stanowisko lekarza powiatowego w Sanoku do 1939. Pracował w charakterze lekarza w starostwie powiatowym w Sanoku w VIII stopniu służbowym, a dekretem z 3 grudnia 1929 został mianowany do odwołania lekarzem powiatowym w VII stopniu służbowym. Ponadto jako nauczyciel kontraktowy od marca 1928 uczył higieny Państwowym Gimnazjum im. Królowej Zofii w Sanoku, pełniąc tam także funkcję lekarza szkolnego. Poza pracą w Sanoku ordynował także jako lekarz w uzdrowisku Iwonicz-Zdrój. Zasiadał w Wojewódzkiej Komisji Walki z Gruźlicą we Lwowie. Był organizatorem przeciwdziałania gruźlicy w rejonie Sanoka i w 1925 zainicjował powstanie Powiatowego Koła Walki z Gruźlicą w Sanoku, w tym budowę przychodni przeciwgruźliczej. Za swoją działalność na polu prac przeciwgruźliczych otrzymał podziękowanie od wojewody lwowskiego Pawła Garapicha i uznanie pisemne z Generalnej Dyrekcji Służby Zdrowia, która jego poczynania uznała za wzór dla wszystkich lekarzy urzędowych w Polsce (dr Dorosz czynił starania celem realizacji tzw. systemu Edynburskiego, polegającego na utworzeniu sanatorium wraz z przychodnią pod Sanokiem we współdziałaniu ze szpitalem powszechnym w tym mieście, zaś poza miastem na tworzeniu sanatoriów w okręgach, kierowanych przez lekarzy gminnych i okręgowych). Uczestniczył w Wojewódzkich Zjazdach Przeciwgruźliczych we Lwowie, podczas pierwszego w dniach 10-13 września 1926 przedstawiał referat pt. Organizacja walki z gruźlicą w miasteczkach i gminach wiejskich, podczas drugiego w tym samym roku był sekretarzem zjazdu i przedstawił referat pt. Zapoczątkowanie organizacji walki z gruźlicą w powiecie sanockim. W 1922 został członkiem Związku Lekarzy Małopolski i Śląska Cieszyńskiego w Krakowie. Był członkiem Lwowskiej Izby Lekarskiej. W 1939 był lekarzem w Rawie Ruskiej.
W 1929 był jednym z założycieli sanockiego koła Polskiego Towarzystwa Tatrzańskiego. Był założycielem i wieloletnim prezesem zarządu sanockiego oddziału Polskiego Czerwonego Krzyża (wybrany 25 lutego 1933, 9 lutego 1934), na przełomie lat 20. i 30. działającego w budynku przy ul. Floriańskiej 17 w Sanoku, zaś on sam poczynił starania celem zakupienia obiektu od Gminy Żydowskiej. Był inicjatorem budowy kościoła pod wezwaniem św. Antoniego w Lisznej (1936–1939) pod Sanokiem, gdzie zamieszkiwał nad Sanem (kościół powstał w pobliżu istniejącego tam sanatorium). W 1936 zasiadł w komitecie organizacyjnym Zjazdu Górskiego w Sanoku.
Wraz z rodziną zamieszkiwał przy ulicy Jana III Sobieskiego 6. Po wybuchu II wojny światowej w okresie trwającej okupacji niemieckiej wraz z żoną (która także była lekarzem stomatologiem) pracował w sanockiej służbie zdrowia. Zmarł 1 grudnia 1942 i został pochowany na cmentarzu Pobitno w Rzeszowie w grobowcu rodziny Węglowskich. Miał syna Jerzego Antoniego (ur. 1915).

## Wyróżnienia
- Odznaka Honorowa Polskiego Czerwonego Krzyża II stopnia (1935)[72].
- Dyplom zasługi przyznany przez Zarząd Okręgu Wojewódzkiego Ligi Obrony Powietrznej i Przeciwgazowej we Lwowie z okazji „XIII Tygodnia L.O.P.P.” (1936)[73]